# Gustaw Gwozdecki
Gustaw Gwozdecki (23. maj 1880 i Warszawa – 8. marts 1935 i Paris) var en polsk/fransk billedhugger,
maler og kunstkritiker.

## Galleri
- Akt, 1920
- Kvinde med flakon, olie på lærred (1930)
- Kvinde, olie på lærred (1930)

## Weblinks
- Wikimedia Commons har flere filer relateret til Gustaw Gwozdecki
- Biographie - Gustaw Gwozdecki Arkiveret 16. september 2011 hos  Wayback Machine ((polsk))
- Biographie - Gustaw Gwozdecki Arkiveret 24. juni 2007 hos  Wayback Machine ((polsk))